# Nati nel 1476
| Questa pagina contiene informazioni ricavate automaticamente dalle voci biografiche con l'ausilio del template Bio e di un bot. L'aggiornamento è periodico e automatico e ricostruisce completamente la pagina. Se manca una persona in questa lista, sei pregato di non aggiungerla, ma accertati piuttosto che la sua voce biografica contenga il template Bio e che i dati anagrafici siano correttamente compilati. Se il template Bio manca, inseriscilo tu stesso o, in alternativa, metti l'avviso {{tmp\|Bio}} che ne segnala la mancanza. Se i dati riportati sono sbagliati, correggi direttamente la voce biografica; le modifiche saranno visibili in questa lista entro pochi giorni. Per chiarimenti vedi il progetto biografie. La lista contiene solo le 40 persone che sono citate nell'enciclopedia e per le quali è stato implementato correttamente il template Bio. Pagina aggiornata al 10 giu 2025. |

- 29 gennaio - Giuliano Bugiardini, pittore italiano († 1555)
- 15 febbraio - Giovita Ravizza, grammatico e letterato italiano († 1553)
- 12 marzo - Anna Jagellona, principessa polacca († 1503)
- 12 maggio - Lorenzo da Villamagna, presbitero italiano († 1535)
- 19 maggio - Elena di Mosca, principessa russa († 1513)
- 28 giugno - Papa Paolo IV, papa, vescovo cattolico e cardinale italiano († 1559)
- 20 luglio - Jacopo Nardi, letterato e drammaturgo italiano († 1563)
- 21 luglio - Alfonso I d'Este, nobile, mecenate e politico italiano († 1534)
- 21 luglio - Anna Maria Sforza, nobile italiana († 1497)
- 28 agosto - Kanō Motonobu, pittore giapponese († 1559)
- 6 settembre - Antonio Dolciati, religioso italiano († 1530)
- 11 settembre - Luisa di Savoia, nobile († 1531)
- 19 ottobre - Venanzio da Varano, condottiero e politico italiano († 1503)
- 26 ottobre - Yi Gi, politico coreano († 1552)
- 13 dicembre - Lucia Broccadelli da Narni, mistica italiana († 1544)
- 25 dicembre - Luisa de' Medici, italiana († 1488)
- Ahmad Beg, principe ottomano († 1497)
- Guglielmo Albimonte, condottiero italiano († 1532)
- Ayşe Hatun, principessa ottomana († 1539)
- Pantasilea Baglioni, nobildonna italiana († 1537)
- Ermes Bentivoglio, nobile italiano († 1513)
- Giovanni Borgia, II duca di Gandia, nobile e militare italiano († 1497)
- Cecilia Månsdotter Eka, nobildonna svedese († 1523)
- Andrea Della Rena, umanista italiano († 1517)
- Gonzalo Fernández de Oviedo y Valdés, storico e naturalista spagnolo († 1557)
- Bonifacio Ferrero, cardinale e vescovo cattolico italiano († 1543)
- Ettore Fieramosca, condottiero italiano († 1515)
- William FitzAlan, XVIII conte di Arundel, nobile inglese († 1544)
- Lorenzo di Mariano, scultore italiano († 1534)
- Gerolamo Genga, pittore, architetto e scultore italiano († 1551)
- Nicola Giolfino, pittore italiano († 1555)
- Caterina Gonzaga di Montevecchio, nobile italiana
- Cesare Gonzaga, militare e letterato italiano († 1512)
- Angelo Macrini, religioso italiano († 1534)
- Bernardo Antonio de' Medici, vescovo cattolico e ambasciatore italiano († 1552)
- Hugo de Moncada, nobile, politico e militare spagnolo († 1528)
- Fabio Orsini, condottiero italiano († 1503)
- Leone Sforza, conte italiano († 1496)
- Jacopo Torni, scultore, architetto e pittore italiano († 1526)
- Carlo I di Münsterberg-Oels, nobile boemo († 1536)